# Associació Catalana de Crítics d'Art
L'Associació Catalana de Crítics d'Art (ACCA) és una societat que agrupa els crítics d'art actius a Catalunya o vinculats a l'art català. Forma part de l'AICA, que és l'associació internacional, dins de la qual hi figura del tot separada de l'AECA, que és l'associació espanyola.
A part de vetllar pels interessos dels seus associats, organitza o participa en simposis i congressos, i concedeix anualment uns premis que són els més prestigiosos concedits a les activitats artístiques al país. El seu emblema va ser dibuixat expressament per Joan Miró. L'entitat ha estat presidida per Josep Corredor-Matheos, Daniel Giralt-Miracle, Arnau Puig, Josep Bracons i Pilar Parcerisas.